# 大气化学
大气化学是研究大气组成和化学过程的学科，是大气科学的一个重要分支学科。大气化学研究的空间范围从城市、区城向全球扩展，研究的时间尺度从几天到几年，以至几十年。大气化学研究的对象包括大气微量氣體、气溶胶、大气放射性物质和降水化学等:研究的空间范围主要是对流层和平流层；研究的手段有现场观测、实验室模拟和数值模拟等。研究大气化学要涉及与光化学、均相非均相反应动力学、大气扩散理论、痕量分析化学等领域；不仅研究大气的化学反应，还要研究大气的复杂物理化学过程的数值模拟。大气化学的主要分支有：大气痕量组成化学、对流层化学、平流层化学，如臭氧层的破坏、气溶胶化学、降水化学、大气放射性物质化学。